# Phoenix Suns
Phoenix Suns er et amerikansk basketballhold fra byen Phoenix i delstaten Arizona, som spiller i NBA. 

## Historie

### Det første år
Phoenix Suns blev grundlagt i 1968 som et nyt expansion team til NBA for 1968-69 sæsonen sammen med Milwaukee Bucks som også blev medlem af ligaen til samme sæson. Suns blev dermed det første hold til at spille i Phoenix i en af major leagues, hvilke referer til NBA, NFL, NHL og MLB.
Suns' første sæsoner var meget typiske for nye hold, i det at de ikke vandt meget. De tabte også et plat eller krone ved draften i 1969 om rettigheden til at vælge først ved årets draft til Milwaukee Bucks, hvilke gjorde at Bucks, ikke Suns, fik retten til at drafte Kareem Abdul-Jabbar, som blev den mest scorende spiller i NBA historien.

### Første gang i finalen
Før 1975-76 sæsonen foretog Suns flere betydelige handler og draft, som gjorde at de fik spillere som Paul Westphal og Alvan Adams på holdet. Suns havde en fin sæson med 42 sejre og 40 nederlag. Det sikrede dem en plads i slutspillet.
I slutspilledet mødte Suns først Seattle SuperSonics som de vandt over, og derefter chokeret Suns ligaen ved at vinde over de forsvarende mestre fra Golden State Warriors. Suns nåede dermed til deres første NBA-finale i kun deres syvende sæson i ligaen. I finalen mødte de Boston Celtics, som stadig havde flere veteraner fra de hold som dominerede NBA i 1960'erne. Suns endte med at tabe til Celtics efter seks kampe.

### Slut 70erne og start 80erne
Suns havde mange gode sæsoner i perioden, hvor holdet var ledt af en af deres bedste spillere nogensinde, Walter Davis og havde endda 8 år i træk, hvor at de nåede til slutspillet. Det lykkedes dog aldrig at nå hele vejen til finalen som i 1976.

### Kevin Johnson, Charles Barkley og tilbage i finalen
1988 blev et vendepunkt for Suns. Suns handlede sig til Kevin Johnson fra Cleveland Cavaliers. De hentede også All-Star spilleren Tom Chambers fra Seattle SuperSonics, samt draftede de Dan Majerle. Suns begynde herfra 13 sæsoner i streg for klubben nået til slutspillet.
I 1992 hentede Suns Charles Barkley fra Philadelphia 76ers, som ville vise sig til at være en god handel, i det at Barkley vandt Most Valuable Player i 1992-93 sæsonen. Samme år hentede Suns også veteranen Danny Ainge.
Suns vandt i 1992-93 sæsonen 62 kampe, hvilket var holdets rekord. I slutspillet vandt de imod Lakers, SuperSonics og Spurs, og nåede dermed til finalen, hvor at de spillede imod Michael Jordan og Chicago Bulls. Suns endte med at tabe til Bulls efter seks kampe.
I de næste to sæsoner var Suns stadig meget gode, og nåede til Western Conference finals to år i streg, men tabte begge gange til Hakeem Olajuwon og Houston Rockets som vandt to mesterskaber i streg.
Dette lykkedes ikke Suns at komme tilbage på toppen herefter, og de skuffede stort i 1995-96 sæsonen i det de sluttede med 41 sejre og 41 nederlag. Suns solgte derefter den aldrende superstjerne Charles Barkley til Houston Rockets pga. ham og træner Jerry Colangelo ikke længere kunne lide hinanden.

### Slut 90erne og start 00erne
Suns havde stadig nogle gode spillere efter Barkley havde forladt. Kevin Johnson var der stadig, og de handlede sig til Jason Kidd i 1996. Samme år havde de også draftet Steve Nash, som var relativt ukendt på tidspunktet, men eventuelt ville vinde Most Valuable Player 2 gange i hans karriere.
Suns endte dog med at trade den unge Nash til Dallas Mavericks, hvor at de fik 2 spillere, men vigtigst af alt fik de et draft pick i 1999 hvor de valgte Shawn Marion som blev en vigtig spiller for Suns i 2000erne. 
I 2000 hentede Suns Penny Hardaway. Det skabte en meget god duo af Kidd og Hardaway, men den gik aldrig godt i det både Hardaway og Kidd døjede med skader i 2000-01 sæsonen.
Suns blev ved med at nå slutspillet i alle disse sæsoner, men dette ville komme til sin ende ved 2001-02 sæsonen, hvor at Suns missede slutspillet for første gang i 14 sæsoner.
Jason Kidd blev ved sæsonens udgang tradet til New Jersey Nets for Stephon Marbury og et draft pick som blev til Amar'e Stoudemire.
De næste to sæsoner sluttede Suns uden slutspil, og sendte Hardaway og Marbury til New York Knicks i 2003-04 sæsonen.

### Nash vender hjem
Steve Nash vendte tilbage til Suns i 2004 efter at hans kontrakt havde udløbet hos Dallas, og sammen med spillere som Amar'e Stoudemire og Shawn Marion, samt den nye træner Mike D'Antoni, vendte Suns tilbage til at være en af ligaens bedste hold.
Steve Nash vandt Most Valuable Player to sæsoner i streg, og Suns kom til Conference Finals to gange i streg, men tabte begge gang, først til Spurs og derefter til Mavericks.
Nash og Suns forsatte med at være en af ligaens bedste hold, og Nash tabte akkurat muligheden for at vinde MVP 3 gange i streg, da han tabte 2007 Most Valuable Player til Dirk Nowitzki. Suns blev i slutspillet slået af Spurs igen. 
Suns kom igen i slutspillet i 2008, men tabte i første runde til de eventuelle mestre Los Angeles Lakers.
Suns kom tilbage til Conference Finals i 2010, hvor de igen tabte til Kobe Bryant og Lakers.
Stoudemire forlod Suns for Knicks i 2010, og Suns lykkedes ikke at erstatte ham, og missede slutspillet i 2010-11.
Efter 2011-12 sæsonen solgte Suns Steve Nash til Lakers.

### Mellemtiden
Suns gik nu i gang med en periode hvor at klubben ikke havde nogen rigtig superstjerne. Suns var et middelmådigt hold i flere år trods at de havde nogle spillere som imponerede som Goran Dragic og Isaiah Thomas. 
I 2015 draftede Suns den kun 18-årige Devin Booker som har været holdets stjerne sådan set siden has debut. Det lykkedes dog stadig ikke Suns at vinde meget de først år med Booker, og det lykkedes Suns at få det første valg ved draften i 2018, hvor at de valgte DeAndre Ayton.
Devin Booker blev valgt til All-Star holdet i 2020 som den først Suns spiller siden Steve Nash.

### Tilbage til finalen
Suns hentede veteran superstjernen Chris Paul fra Oklahoma City Thunder før 2020-21 sæsonen, og duoen af Booker og Paul ledte Suns til deres bedste sæson siden Nash da de vandt 51 kampe.
Suns overraskede mange da de i 2021 slutspillet nået hele vejen til finalen efter de slog Lakers, Nuggets og Clippers. I finalen mødte Suns Milwaukee Bucks som var ledt af Giannis Antetokounmpo. Suns vandt de to første kampe, men tabte derefter de fire næste kampe, og Bucks vandt dermed deres første mesterskab siden 1971, og Suns har stadig ikke kunne vinde et trods 3 forsøg i finalen.